# 二战德军之诸要塞

1944年8月希特勒指定的東線29個要塞

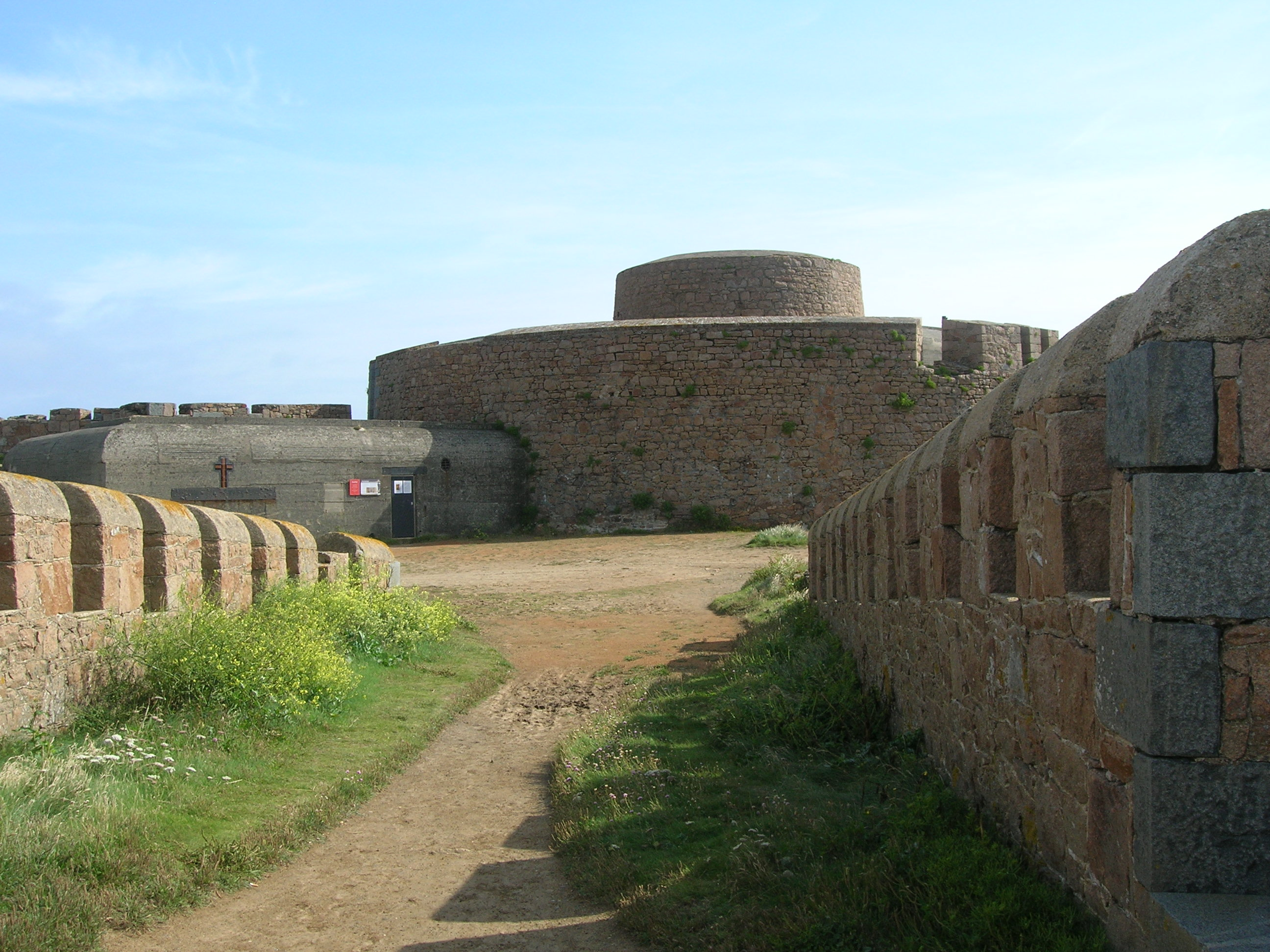
霍米特堡壘遺址，大西洋壁壘的一部分

二战德军的要塞（德語：Festung）是指第二次世界大战期间，阿道夫·希特勒在一些城镇与城市設立的要塞，納粹德國在当地构筑防御工事，囤积粮食与弹药，以阻击盟军进攻。
德军的要塞战略一直在发展演变，直至二战中后期，德方高层仍不愿接受战败之结局，但开始意识到若要预先阻止對方对納粹德國本土的进攻，就必须采取极端手段。斯大林格勒是此类要塞中的第一座。

## 东线要塞
在东线战场，华沙、布达佩斯、科尔贝格、柯尼斯堡、屈斯特林、但泽以及布雷斯劳等大型城市都被选定为要塞城市。

## 西线要塞
在西方战线，希特勒于1944年1月19日宣布11座主要港口城市被选定为要塞城市：艾默伊登、荷兰角港、敦刻尔克、滨海布洛涅、勒阿弗尔、瑟堡、圣马洛、布雷斯特、洛里昂、圣纳泽尔以及吉伦特河口。1944年2月及3月，德方将更多沿海地区选定为要塞：海峡群岛、加来、拉罗谢尔。

## 各要塞的结局
德军各要塞地区的最终结局并不相同。首个陷落的要塞斯大林格勒就被视作战争的重要转折点，斯大林格勒战役更是令德方逐步战败的一场关键战役。有些要塞——比如海峡群岛中的岛屿奥尔德尼——就被进攻方完全绕过，要塞守军一直坚守到德國無條件投降書簽定后才放下武器。
| 地点             | 國家         | 指挥官                                                         | 围攻者                    | 申报日期      | 投降日期      | 備註                                                                          |
| ---------------- | ------------ | -------------------------------------------------------------- | ------------------------- | ------------- | ------------- | ----------------------------------------------------------------------------- |
| 奧爾德尼         | 王室屬地     | Lieutenant Colonel Schwalm                                     | 英國皇家海軍              |               | 1945年5月16日 | 被英国皇家海军围困，于1945年5月16日投降。                                     |
| 柏林             | 德国         | 赫尔穆特·雷曼 赫尔穆特·魏德林                                  | 苏联红军                  |               | 1945年5月8日  | 柏林市戰役                                                                    |
| 滨海布洛涅       | 法国         | Ferdinand Heim                                                 | 加拿大陆军第3师           |               | 1944年9月22日 | 5天的战斗过后，要塞陷落                                                       |
| 布雷斯勞         | 德国         | 卡爾·漢克                                                      | 苏联红军第6集团军         | 1944年7月25日 | 1945年5月6日  |                                                                               |
| 布雷斯特         | 法國         | 赫曼-柏恩哈特·雷姆克                                           | 美國中央陸軍              |               | 1944年9月16日 | 布雷斯特戰役期間六周的战斗过后，要塞被攻佔。                                  |
| 布达佩斯         | 匈牙利       | Karl Pfeffer-Wildenbruch                                       | 烏克蘭第2方面軍           | 1944年12月1日 | 1945年2月13日 | 布達佩斯圍城戰期間的102天战斗過後才告陷落                                     |
| 加来             | 法國         | Ludwig Schroeder                                               | 加拿大陆军第3师           |               | 1944年10月1日 |                                                                               |
| 克里特           | 希腊         | Hans-Georg Benthack                                            | 英國皇家海軍、希腊陆军    |               | 1945年5月8日  |                                                                               |
| 迪耶普           | 法國         |                                                                | 加拿大陆军第2师           |               | 1944年9月1日  | 该要塞守军在收到要求撤退的命令之前便已撤出；盟军未遭遇抵抗便占领了这里。      |
| 敦刻尔克         | 法國         | Friedrich Frisius                                              | 捷克斯洛伐克第1独立装甲旅 |               | 1945年5月8日  | 守军直到德国投降才放弃抵抗。                                                  |
| 科尔贝格         | 德國         | Fritz Fullriede                                                | 白俄罗斯第1方面军         | 1944年11月    | 1945年3月14日 |                                                                               |
| 柯尼斯堡         | 德國東普魯士 | 奥托·拉施                                                      | 白俄罗斯第3方面军         |               | 1945年4月9日  | 哥尼斯堡战役                                                                  |
| 奧得河畔屈斯特林 | 德國         | Heinz Reinefarth, Adolf Raegener                               | 苏联红军第82近卫步枪师    |               |               | 1945年3月29至30日夜间的突围行动过后，一小股（不足1000人）德国守军抵达己方战线 |
| 勒阿弗尔         | 法國         | Hermann-Eberhard Wildermuth                                    | 加拿大第1集团军           |               | 1944年9月12日 | 经过48小时的战斗，要塞陷落。                                                  |
| 洛里昂           | 法國         | Wilhelm Fahrmbacher                                            | 美国陆军第66步兵师        | 1944年1月19日 | 1945年5月10日 | 守军在德國無條件投降書簽定后才放弃抵抗                                        |
| 波茲南           | 波兰         | 由Ernst Mattern指挥（至1945年1月28日），之后由Ernst Gonell指挥 | 白俄罗斯第1方面军         |               | 1945年2月23日 |                                                                               |
| 圣马洛           | 法國         | Andreas von Aulock                                             | 美國中央陸軍              | 1944年1月19日 | 1944年8月17日 | 经过两周的战斗，要塞告破。                                                    |
| 华沙             | 波蘭         |                                                                | 苏联红军                  | 1944年7月27日 | 1945年1月17日 | 德国守军违反希特勒坚守要塞之命令撤退，数小时后，红军占领要塞。                |

## 要塞師
要塞師（德語：Festung Division）是德國國防軍在戰爭後期對於某些大型要塞特設的師。
- 第41要塞師
- 第133要塞師（德语：133. Festungs-Division (Wehrmacht)）
- 但澤要塞師
- 奧得河畔法蘭克福要塞師
- 哥騰哈芬要塞師（德语：Festungs-Division Gotenhafen (Wehrmacht)）
- 克里特要塞師
- 斯德丁要塞師（德语：Festungs-Division Stettin (Wehrmacht)）
- 斯維內明德要塞師
- 華沙要塞師

## 另見
- 大西洋壁壘
- 挪威要塞

## 備註
1. ↑  Siehe die zahlreichen Fundstellen für „fester Platz （页面存档备份，存于）“ in den lexikalischen Artikeln bei Zeno.org.
2. ↑  Wilt 2004，第108頁.

## 來源
- BBC article on Alderney （页面存档备份，存于）
- Europe: A History（英语：Europe: A History）, ISBN 0-06-097468-0, the history of Europe; page 1038
- Wilt, Alan. . Enigma Books. 2004.

## 外部鏈接
- Festung Breslau/Fortress Wrocław （页面存档备份，存于）